# 프란티슈칸스카 정원

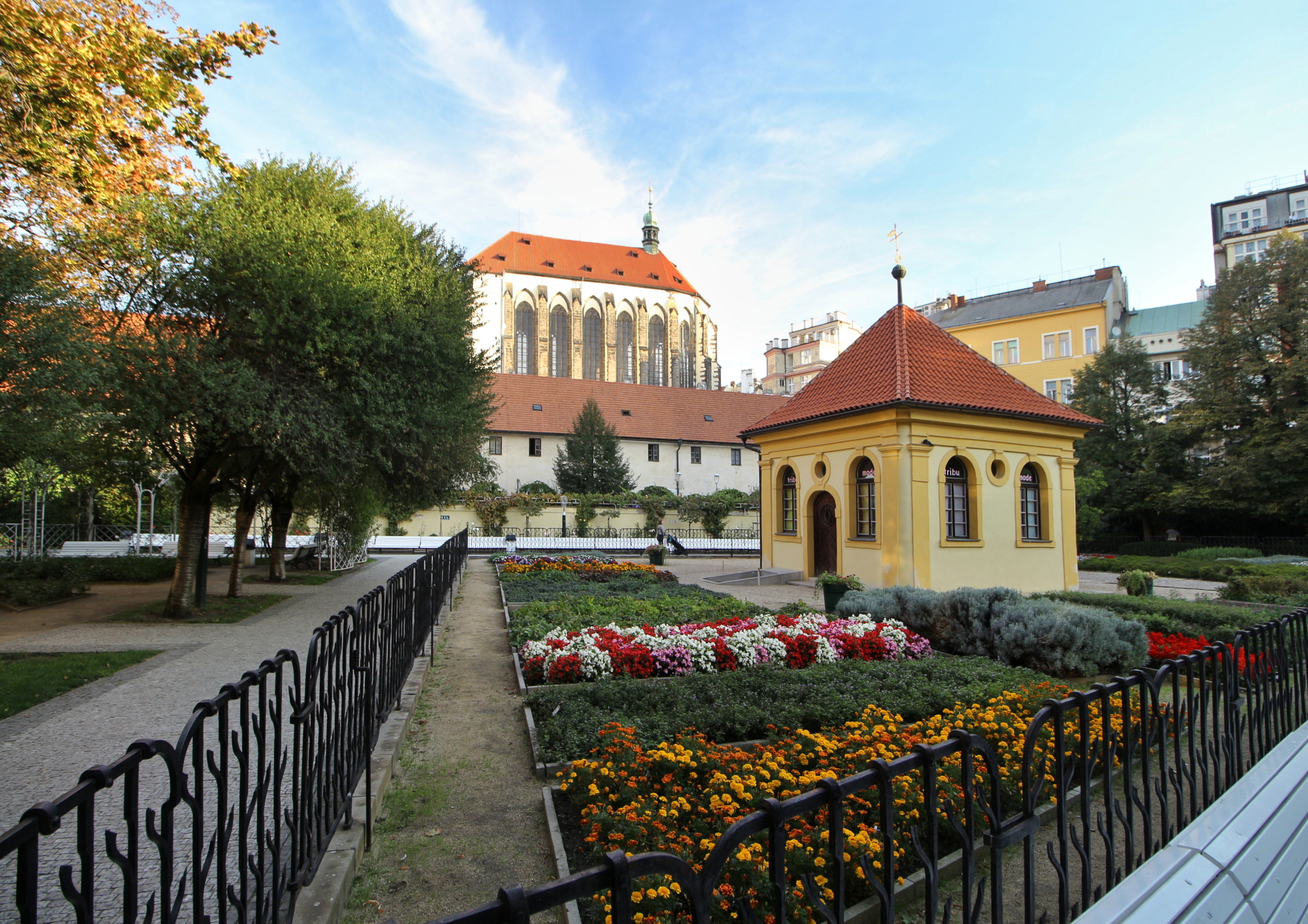
프란티슈칸스카 정원

프란티슈칸스카 정원(체코어: Františkánská zahrada)은 체코 프라하에 있는 정원이다. 눈의 성모 마리아 교회와 바로 붙어있다.